# Jablanica (Višegrad, BiH)
Jablanica je naseljeno mjesto u općini Višegradu, Republika Srpska, BiH.

## Stanovništvo
Nacionalni sastav stanovništva 1991. godine, bio je sljedeći:
| Narod  | Broj stanovnika |
| ------ | --------------- |
| Srbi   | 28              |
| Ukupno | 28              |